# Dürr AG
Die Dürr AG mit Sitz in Stuttgart und Hauptverwaltung in Bietigheim-Bissingen ist ein börsennotierter Maschinen- und Anlagenbauer, der 1896 in Cannstatt durch Paul Dürr gegründet wurde. Zu den Kunden zählen Automobilhersteller und -zulieferer. Weitere Abnehmerbranchen sind zum Beispiel der Maschinenbau, die Chemie- und Pharmaindustrie und die holzbearbeitende Industrie.

## Geschichte

Paul Dürr Bauflaschnerei 1896

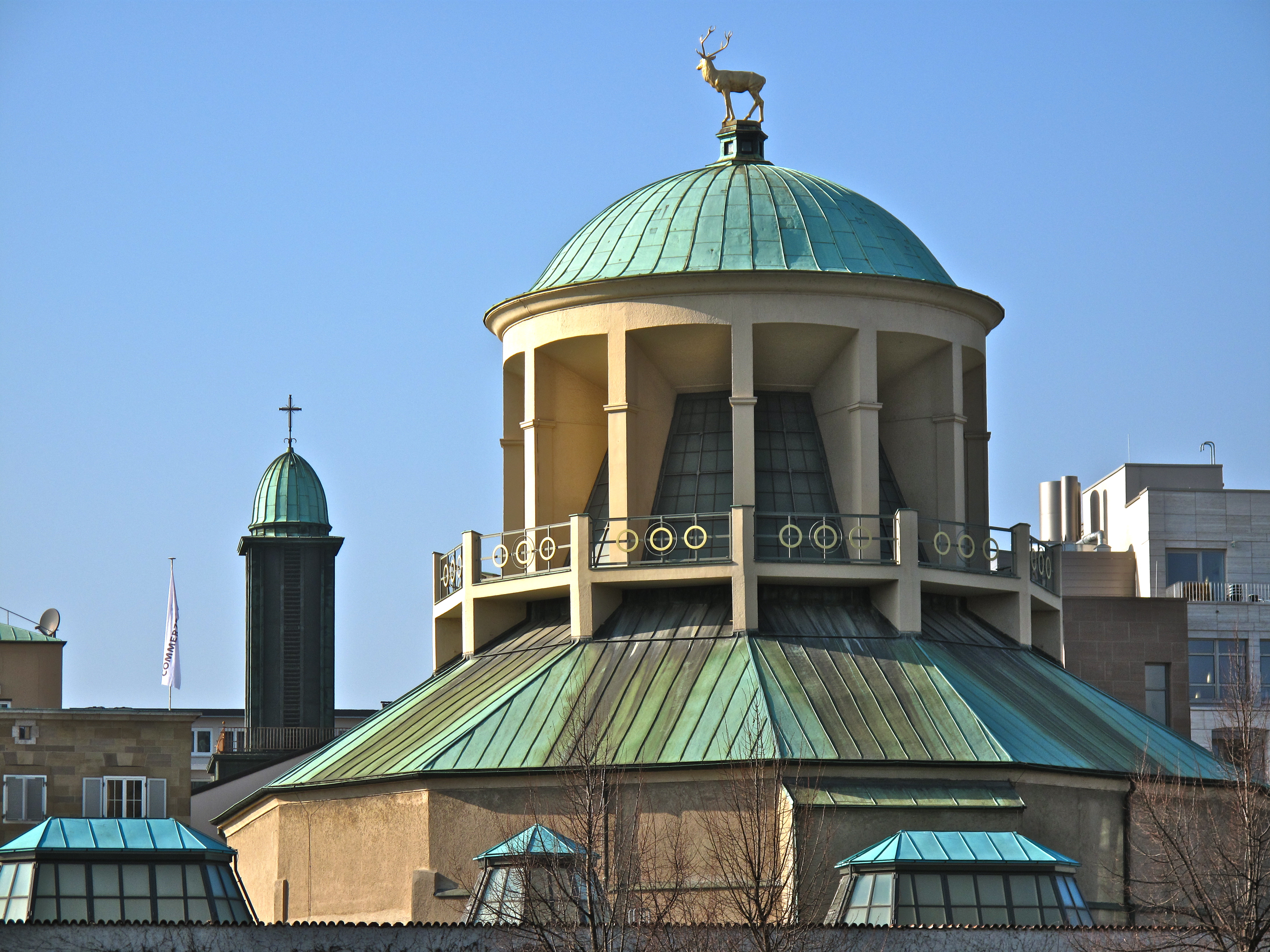
Das Dach des Kunstgebäudes in Stuttgart

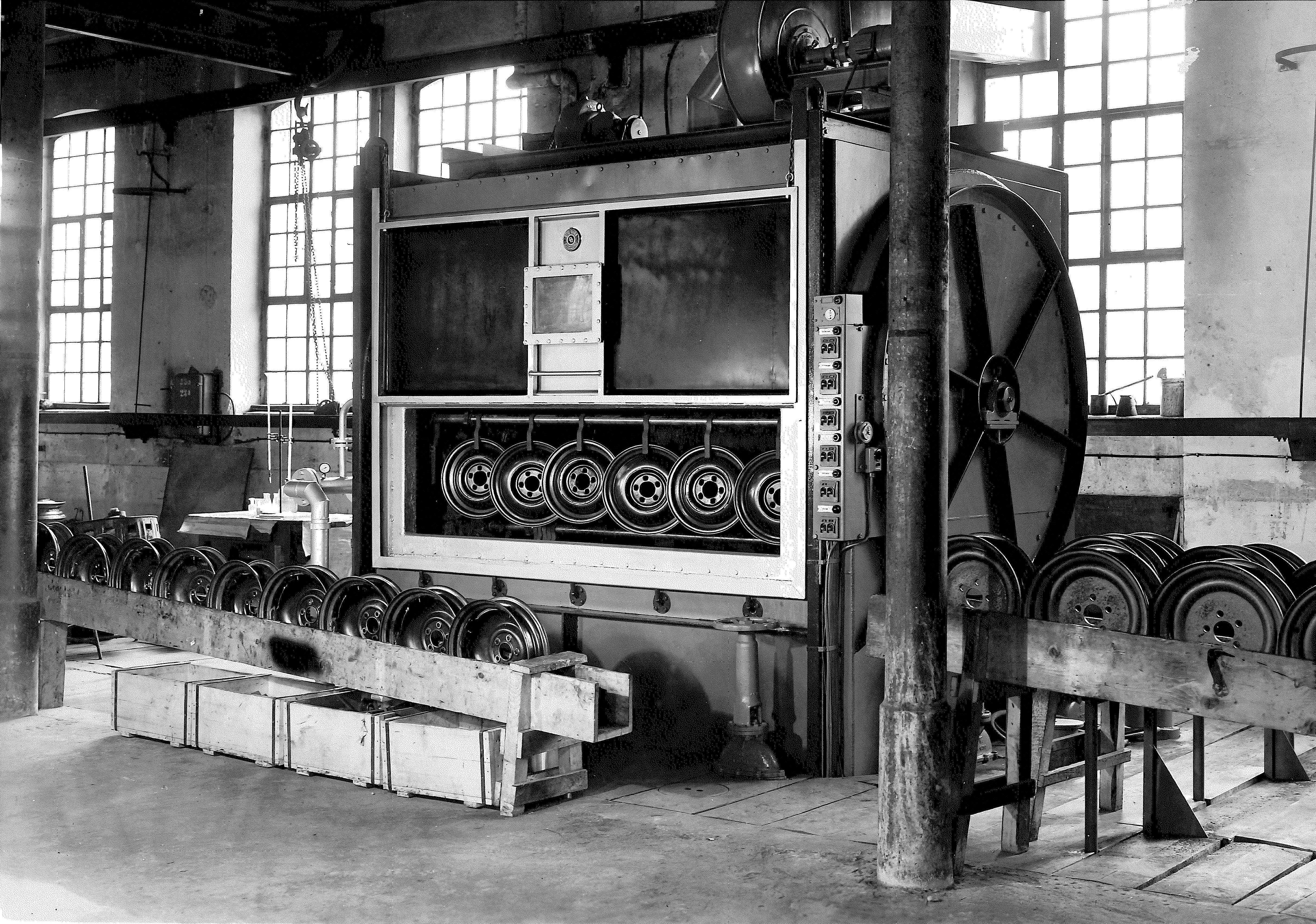
Die erste Dürr-Anlage zur chemischen Oberflächenbehandlung

Die Geschichte des Unternehmens begann im Jahr 1896 mit der Gründung einer Bauklempnerei in der Brunnenstraße in Bad Cannstatt durch Paul Dürr (1871–1936). Dürr stellte unter anderem Dachrinnen und Ornamente für die königlichen Schlösser her und erweiterte den Betrieb 1898 durch ein Wohnhaus mit Lagerräumen an der Ecke Hofener Straße/Olgastraße in Bad Cannstatt. Für eine Arbeit am Dach des Stuttgarter Kunstgebäudes erhielt Dürr 1913 den Titel Königlich Württembergischer Hofflaschnermeister. 1917 wurde der Betrieb auf Blechbearbeitung ausgeweitet und Kontakte zur Fahrzeugindustrie aufgebaut.
1932 übergab Paul Dürr das Unternehmen an seinen Sohn Otto Dürr. 1936 entstand in Stuttgart-Zuffenhausen ein Zweigbetrieb. 1938 wurde ein Konstruktionsbüro eingerichtet und ein Ingenieur beschäftigt, so dass auch komplizierte Blechteile produziert werden konnten. Der Betrieb wurde während des Zweiten Weltkriegs in die Rüstungsproduktion einbezogen, die Blechteile für das NSU-Kettenkrad stammten von der Firma Dürr. 1943 wurde das Stammwerk in Bad Cannstatt bei einem Bombenangriff zerstört.
Im Jahr 1950 wurde mit dem Anlagenbau begonnen, es entstand eine Anlage für die chemische Oberflächenbehandlung. 1963 installierte Dürr im Ford-Werk Genk die erste Anlage zur elektrophoretischen Tauchlackierung. 1964 und 1966 wurden Tochterunternehmen in Brasilien und Mexiko gegründet.
1978 weitete Dürr sein Unternehmen auf die Bereiche Automatisierung und Fördertechnik aus. 1989 ging Dürr an die Börse und übernahm die Behr-Gruppe. Somit waren alle Kernkompetenzen des Lackieranlagenbaus in einem Unternehmen vereinigt. 1999 übernahm Dürr das französische Unternehmen Alstom Automation und die amerikanische Premier Group, im Jahr 2000 wurde der Messtechnik-Konzern Carl Schenck Teil der Dürr-Gruppe. 2003 erhielt Dürr seinen bislang größten Auftrag: General Motors bestellt drei Lackierereien für Nordamerika. Im Sommer 2009 verlagerte Dürr seine Konzernverwaltung an den Standort Bietigheim-Bissingen.
Nach 23 Jahren an der Spitze des Aufsichtsrats der Dürr AG legte Heinz Dürr sein Amt im April 2013 nieder. 2014 erwarb Dürr mit Homag den Marktführer für Maschinen und Systeme in der holzbearbeitenden Industrie.
2018 hat Dürr das industrielle Umwelttechnikgeschäft des US-Unternehmens Babcock & Wilcox Enterprises, Inc. (B&W) erworben.
Der Dürr-Konzern beschäftigt rund 20.000 Mitarbeiter an 139 Standorten in 33 Ländern.

## Börse
Dürr ist seit dem 4. Januar 1990 an der Börse notiert; die Aktie ist im SDAX vertreten.

## Eigentümerstruktur
| Anteil | Anteilseigner                         |
| ------ | ------------------------------------- |
| 26,2 % | Heinz Dürr GmbH, Berlin               |
| 70,3 % | Streubesitz                           |
| 3,5 %  | Heinz und Heide Dürr Stiftung, Berlin |

Stand: 12. März 2025

## Geschäftsbereiche
Zum 1. Januar 2025 wurden die bisherigen Geschäftsbereiche Paint and Final Assembly Systems und Application Technology in der neuen Division Automotive zusammengeführt. Seitdem agiert der Dürr-Konzern mit vier Geschäftsbereichen am Markt.
| Geschäftsbereich (nur in englischer Sprache) | Beschreibung                                                                    | Umsatz (2024)   | Mitarbeitende |
| -------------------------------------------- | ------------------------------------------------------------------------------- | --------------- | ------------- |
| Automotive                                   | Lackierereien, Endmontage und Testsysteme                                       | 2.057 Mio. Euro | 6.682         |
| Industrial Automation                        | Produktionsautomatisierung, Auswuchttechnik, Technologien zur Batteriefertigung | 852 Mio. Euro   | 4.258         |
| Woodworking                                  | Maschinen und Anlagen für die holzbearbeitende Industrie                        | 1.413 Mio. Euro | 6.802         |
| Clean Technology Systems Environmental       | Umwelttechnik                                                                   | 407 Mio. Euro   | 1.290         |